# المیرا گئورگیان
المیرا موشغی گئورگیان (ارمنی: Էլմիրա Մուշեղի Գևորգյան؛  زادهٔ ۱ فوریهٔ ۱۹۳۲) پزشک، نوروپاتولوژی اهل ارمنستان است.

## زندگی‌نامه
وی در ۱ فوریه ۱۹۳۲ در ایروان به دنیا آمد و از دانشگاه پزشکی دولتی ایروان فارغ‌التحصیل گشت. همچنین برندهٔ جوایزی همچون مدال مخیتار هراتسی (۱۹۹۸) و پزشک شایسته جمهوری ارمنستان (۲۰۱۲) شده است.

## یادداشت
1. ↑  բժշկական գիտությունների դոկտոր